# Jaroslav Huleš
Jaroslav Huleš (Čimelice, 2 de julio de 1974 - Písek, 7 de julio de 2004) fue un piloto de motociclismo checo, que estuvo compitiendo en la categoría de 125 y 250cc. Murió pocos días después de cumplir su 30 aniversario, seguido de una nota de suicidio, y dejando huérfano a un niño de cuatro años.
Después de competir a nivel europeo compitió en la categoría de 125cc el Mundial de 2000, alcanzando la octava posición en Donington Park. Sus resultados mejoraron en 2001, con 11 puntos y un sexto lugar en el Circuit de Barcelona-Catalunya. También compitió en 2002, pero no consiguió entrar en posiciones de puntos en ninguna carrera antes de dar el salto a 250cc a bordo de una Yamaha.

## Resultados por temporada
| Año  | Cat.   | Moto    | 1       | 2       | 3       | 4       | 5       | 6       | 7       | 8       | 9       | 10      | 11      | 12      | 13      | 14      | 15      | 16      | Pos. | Pts. |
| ---- | ------ | ------- | ------- | ------- | ------- | ------- | ------- | ------- | ------- | ------- | ------- | ------- | ------- | ------- | ------- | ------- | ------- | ------- | ---- | ---- |
| 1993 | 125 cc | Honda   | AUS -   | MAL -   | JPN -   | SPA -   | AUT -   | GER -   | NED -   | EUR -   | SMR -   | GBR -   | CZE 23  | ITA -   | USA -   | FIM -   |         |         | -    | -    |
| 1994 | 125 cc | Honda   | AUS -   | MAL -   | JPN -   | SPA -   | AUT -   | GER -   | NED -   | ITA -   | FRA -   | GBR -   | CZE Ret | USA -   | ARG -   | EUR -   |         |         | -    | -    |
| 1995 | 125 cc | Honda   | AUS -   | MAL -   | JPN -   | SPA -   | GER -   | ITA -   | NED -   | FRA -   | GBR -   | CZE 20  | BRA -   | ARG -   | EUR -   |         |         |         | -    | -    |
| 1996 | 125 cc | Honda   | MAL 14  | INA 17  | JPN 14  | SPA 22  | ITA 15  | FRA Ret | NED Ret | GER 17  | GBR 18  | AUT 17  | CZE 17  | IMO 13  | CAT 13  | BRA 15  | AUS Ret |         | 23.º | 12   |
| 1997 | 125 cc | Honda   | MAL 11  | JPN Ret | SPA 14  | ITA -   | AUT Ret | FRA Ret | NED 11  | IMO 13  | GER Ret | BRA Ret | GBR Ret | CZE 14  | CAT Ret | INA 20  | AUS Ret |         | 21.º | 17   |
| 1998 | 125 cc | Honda   | JPN Ret | MAL 14  | SPA 6   | ITA Ret | FRA Ret | MAD 12  | NED 15  | GBR Ret | GER Ret | CZE Ret | IMO Ret | CAT 19  | AUS 8   | ARG 18  |         |         | 20.º | 25   |
| 1999 | 125 cc | Italjet | MAL -   | JPN -   | SPA -   | FRA -   | ITA -   | CAT -   | NED -   | GBR -   | GER -   | CZE Ret | IMO Ret | VAL -   | AUS -   | RSA -   | BRA -   | ARG -   | -    | -    |
| 2000 | 125 cc | Italjet | RSA Ret | MAL Ret | JPN Ret | SPA 14  | FRA Ret | ITA 14  | CAT Ret | NED Ret | GBR 8   | GER Ret | CZE 9   | POR 10  | VAL 21  | BRA Ret | PAC -   | AUS 15  | 19.º | 26   |
| 2001 | 125 cc | Honda   | JPN 17  | RSA 22  | SPA 9   | FRA 9   | ITA 15  | CAT Ret | NED 8   | GBR Ret | GER 6   | CZE 7   | POR 7   | VAL Ret | PAC 14  | AUS 14  | MAL 15  | BRA 10  | 15.º | 62   |
| 2002 | 125 cc | Aprilia | JPN Ret | RSA Ret | SPA Ret | FRA Ret | ITA Ret | CAT 21  | NED 17  | GBR -   | GER -   |         |         |         |         |         |         |         | -    | -    |
| 2002 | 250 cc | Yamaha  |         |         |         |         |         |         |         |         |         | CZE Ret | POR Ret | BRA 11  | PAC 15  | MAL 15  | AUS 12  | VAL 16  | 24.º | 11   |
| 2003 | 250 cc | Yamaha  | JPN 17  | RSA 16  | SPA 16  | FRA 16  | ITA -   | CAT -   | NED -   | GBR -   | GER -   | CZE -   | POR -   |         |         |         |         |         | 25.º | 10   |
| 2003 | 250 cc | Honda   |         |         |         |         |         |         |         |         |         |         |         | BRA 15  | PAC Ret | MAL 15  | AUS 8   | VAL Ret | 25.º | 10   |